# Presidente della Repubblica d'Irlanda
Il presidente della Repubblica d'Irlanda (in irlandese Uachtarán na hÉireann) è il capo dello Stato irlandese. Ha funzioni prevalentemente formali e di rappresentanza, ma ha anche alcuni poteri effettivi. Il mandato del presidente dura sette anni e può essere rinnovato una sola volta.
Dall'11 novembre 2011 presidente della repubblica è Michael D. Higgins.

## Nomina e mandato

### Nomina ed elezione
Possono candidarsi alla presidenza tutti i cittadini irlandesi che hanno almeno 35 anni. Per essere candidati alla presidenza, è necessario ottenere l'appoggio di almeno 20 membri delle camere dell'Oireachtas, il parlamento irlandese, o di almeno 4 consigli di contea. Un presidente uscente che intenda ricandidarsi può direttamente nominare sé stesso come candidato.
Se i vari partiti convergono su una persona e c'è un unico candidato alla carica, si procede direttamente alla sua nomina come presidente, come è successo per sei volte dall'istituzione della carica. In caso contrario, vengono convocate le elezioni presidenziali durante i sessanta giorni che precedono la fine del mandato del presidente uscente, in modo da consentire al vincitore di entrare in carica alla scadenza del mandato del presidente uscente. In caso di vacanza della carica, le elezioni vengono convocate entro sessanta giorni dalla scomparsa o dalle dimissioni del presidente uscente.
Il presidente è eletto direttamente dai cittadini maggiorenni di cittadinanza irlandese. Viene utilizzato il sistema del voto alternativo: i cittadini indicano i candidati in ordine di preferenza e, nel caso in cui nessun candidato ottenga la maggioranza assoluta delle preferenze, i candidati meno votati vengono progressivamente eliminati e i loro voti vengono redistribuiti secondo le indicazioni degli elettori fino a che un candidato non raggiunge la maggioranza assoluta delle preferenze.

### Inizio e durata del mandato
Il mandato del presidente uscente termina alla mezzanotte del giorno precedente l'insediamento del nuovo presidente. Nell'assumere la carica il presidente deve firmare una dichiarazione formale davanti ai membri del parlamento, della Corte suprema e dell'Alta corte. Fino ad oggi tutti i presidenti hanno sottoscritto la dichiarazione in lingua irlandese. La cerimonia avviene nella sala di San Patrizio del castello di Dublino.
Il mandato del presidente dura sette anni e può essere rinnovato una sola volta, consecutiva o meno. Non è previsto un vicepresidente.
Il mandato del presidente può essere interrotto dalla Corte suprema in caso in cui il presidente venga ritenuto permanentemente impossibilitato a svolgere le sue funzioni. Le camere dell'Oireachtas possono rimuovere il presidente in caso di cattiva condotta. Ciascuna camera può approvare la messa in stato di accusa del presidente, su proposta di almeno trenta membri e con maggioranza di almeno due terzi. L'altra camera si occupa poi di indagare sulle accuse e in caso di colpevolezza può decidere di rimuovere il presidente con maggioranza di almeno due terzi. Fino a oggi la Corte suprema e le camere non hanno interrotto il mandato di nessun presidente.
Nel caso in cui un presidente sia dichiarato impossibilitato a svolgere le sue funzioni, venga posto in stato di accusa, si dimetta o muoia, nuove elezioni sono convocate e devono svolgersi entro sessanta giorni. Nel periodo transitorio le funzioni presidenziali vengono svolte da una commissione presidenziale, composta dal presidente della Corte suprema e dai presidenti del Dáil Éireann e del Seanad Éireann (rispettivamente camera bassa e senato). La commissione presidenziale può intervenire per funzioni ordinarie anche nei casi di particolare urgenza che possono accadere durante una visita all'estero del presidente in carica. In casi eccezionali in cui nemmeno la commissione presidenziale potesse operare, la costituzione assegna le funzioni presidenziali al Consiglio di stato. Fino a oggi ci sono stati tre periodi di vacanza della presidenza: dopo la morte in carica di Erskine Hamilton Childers nel 1974 e dopo le dimissioni di Cearbhall Ó Dálaigh nel 1976 e di Mary Robinson nel 1997.

## Poteri e funzioni

Stendardo del Presidente della Repubblica

Il sistema politico della repubblica irlandese è di tipo parlamentare e il presidente della repubblica ha funzioni prevalentemente formali e di rappresentanza. Tuttavia, il presidente della repubblica costituisce una delle tre componenti del Oireachtas, assieme alle due camere, e dispone di alcuni poteri effettivi.

### Funzioni formali e cerimoniali
Il presidente della repubblica investe del loro incarico il Taoiseach (capo del governo) e gli altri membri del governo, nominati e approvati dal Dáil, e ne accetta le dimissioni. Il presidente convoca e scioglie il Dáil su indicazione del Taoiseach. Firma le leggi adottate dalle camere. Il governo è obbligato a tenere informato il presidente sulle questioni politiche.
Il presidente può tenere discorsi ufficiali o rivolgere messaggi alla nazione o alle camere, ma solo con l'approvazione del governo. Fino a oggi i messaggi alle camere sono stati quattro e non c'è mai stato nessun messaggio alla nazione. Al di fuori dei contesti ufficiali il presidente è libero di esprimersi, anche se per convenzione evita di criticare il governo.
Rappresenta lo Stato nelle relazioni esterne, sempre con l'approvazione del governo, e accredita gli ambasciatori. Il presidente non può uscire dal Paese senza il consenso del governo. Il presidente è comandante supremo delle forze armate, ma esercita la funzione solo su indicazioni del governo. Presiede la Croce rossa irlandese.
Il presidente nomina i giudici di tutti i tribunali dello Stato, su indicazione del governo. Sempre su indicazione del governo, nomina i professori ordinari e il presidente del consiglio dell'Istituto di studi avanzati di Dublino, il governatore della Banca centrale d'Irlanda, i membri del Tribunale di appello per i servizi finanziari, il difensore civico e i membri della commissione di sorveglianza sulla polizia.
Su indicazione del governo, il presidente può concedere la grazia ai condannati o commutarne la pena.

### Poteri sostanziali
Nel caso di crisi di governo, il Taoiseach può chiedere al presidente di sciogliere il Dáil e di indire nuove elezioni. Il presidente può rifiutare lo scioglimento del Dáil e costringere il Taoiseach a dimettersi immediatamente, tuttavia tale potere non è mai stato utilizzato e si è affermata la convenzione di acconsentire sempre alle richieste di scioglimento del Dáil.
Il presidente nomina fino a sette membri del Consiglio di stato e li può rimuovere e sostituire. Per esercitare molti dei suoi poteri sostanziali il presidente deve richiedere un parere obbligatorio del Consiglio di stato, anche se il parere non è vincolante.
Il presidente può rimandare la firma di una legge su richiesta della maggioranza dei membri del Seanad e di un terzo dei membri del Dáil, se la legge è considerata di grande importanza nazionale e meritevole di essere sottoposta a referendum popolare o all'approvazione del Dáil durante la legislatura successiva. Tale potere non è mai stato utilizzato.
Il presidente può sollevare una questione di costituzionalità delle leggi e ricorrere alla Corte suprema. Il potere non può essere utilizzato con riferimento a leggi finanziarie, emendamenti costituzionali o leggi urgenti.
Su richiesta del Dáil, il presidente può imporre un limite temporale alle discussioni del Seanad su un disegno di legge ritenuto particolarmente urgente. In caso di conflitti tra le due camere il presidente può nominare un comitato di conciliazione.
In circostanze eccezionali il presidente può convocare una o entrambe le camere.

## Elenco
| # | #  |          | Nome                 | Mandato          | Mandato           |
|   |    | Ritratto | Nome                 | Inizio           | Fine              |
| - | -- | -------- | -------------------- | ---------------- | ----------------- |
|   | 1° |          | Douglas Hyde         | 25 giugno 1938   | 24 giugno 1945    |
|   | 2° |          | Seán T. O'Kelly      | 25 giugno 1945   | 24 giugno 1959    |
|   | 3° |          | Éamon de Valera      | 25 giugno 1959   | 24 giugno 1973    |
|   | 4° |          | Erskine H. Childers  | 25 giugno 1973   | 17 novembre 1974  |
|   | 5° |          | Cearbhall Ó Dálaigh  | 19 dicembre 1974 | 22 ottobre 1976   |
|   | 6° |          | Patrick John Hillery | 3 dicembre 1976  | 2 dicembre 1990   |
|   | 7° |          | Mary Robinson        | 3 dicembre 1990  | 12 settembre 1997 |
|   | 8° |          | Mary McAleese        | 10 novembre 1997 | 10 novembre 2011  |
|   | 9° |          | Michael D. Higgins   | 11 novembre 2011 | in carica         |

## Residenza
La residenza ufficiale del presidente è chiamata Áras an Uachtaráin e si trova a Dublino.

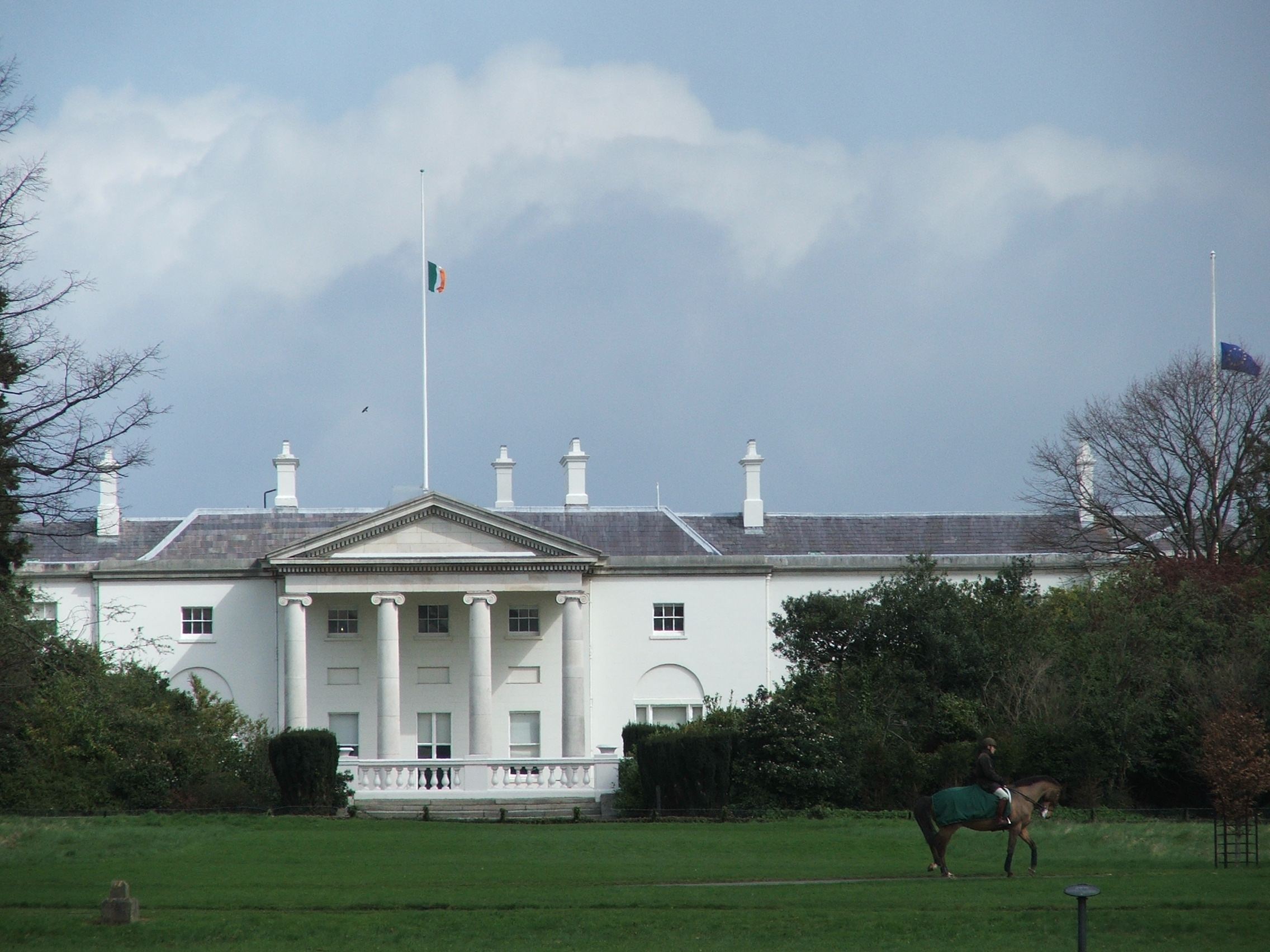
Áras an Uachtaráin a Dublino, la residenza ufficiale del presidente della repubblica

Il presidente dispone di una limousine (una Mercedes-Benz S-Class LWB) e di un'automobile di stato per le occasioni cerimoniali (una Rolls-Royce Silver Wraith landaulette del 1947). Il presidente può anche utilizzare la flotta dell'aviazione irlandese.